# Prospalta galaxia
Prospalta galaxia là một loài bướm đêm trong họ Noctuidae.